# Tublje pri Hrpeljah
Tublje pri Hrpeljah je naselje v Občini Hrpelje - Kozina.